# Bitka na Lijevča polju
Bitka na Lijevča polju je sukob koji se odigravao od 30. ožujka do 8. travnja 1945. između Hrvatskih oružanih snaga NDH s jedne strane te Jugoslavenske vojske u otadžbini tj. četnika s druge strane; nedaleko Banje Luke. Snagama NDH je zapovjedao general Vladimir Metikoš, a četničkima vojvoda Pavle Đurišić. Bitka  -  u kojoj su se frontalno sukobile snage NDH naoružane tenkovima i topništvom sa snagama četnika koje su bile organizirane za gerilsko ratovanje i imale nešto minobacača - završena je potpunim porazom četnika. Nakon 2. sv. rata četnički vođa Dragoljub Draža Mihajlović nazvao je bitku na Lijevču Polju "drugim Kosovom".[nedostaje izvor]
Beogradski povjesničar Milan Radanović piše kritično o danas prevladavajućem narativu o bitci na Lijevča polju, kao - kako on iznosi - nastalome u pročetničkim krugovima krajem 20. stoljeća, za potrebe prikazivanja četničkih postrojbi kao znatnog borca i velike opasnosti za NDH, a koju da su prihvatili krugovi hrvatskih nacionalista. Radanović prihvaća da su u tom sukobu bile uključene znatne vojne snage i da su četnici bili posve razbijeni, ali govori: "Dvodnevne borbe na Lijevče polju zbog relativno malih gubitaka i relativno slabog intenziteta borbi, u odnosu na broj angažovanih snaga, ne mogu se okarakterisati kao bitka".

## Što je prethodilo bitci
U jesen 1944. četnici su bili raspršeni po tlu čitave bivše Jugoslavije. Postrojbe Crvene armije su ušle u Srbiju i pomogle Titovim partizanima u zarobljavanju i uništavanju četnika. Četnički zapovjednik Srbije, pukovnik Keserović, i njegove trupe, su bili zarobljeni, vodstvo pobijeno, a ljudstvo prisilno priključeno partizanima. Druga četnička vojska pod vodstvom "popa" Momčila Đujića, generala Damjanovića, vojvode Dobroslava Jevđevića i generala Mušickog je preko Nijemaca poslana u Istru i Sloveniju. Treća i najveća četnička vojska bila je pod zapovjedništvom vojvode Pavla Đurišića i vojvode Petra Bačevića. Ta vojska se sastojala od 17.000 ljudi i u to vrijeme se nalazila u Crnoj Gori u blizini granice s NDH. Među njima je bilo četnika iz Sandžaka, BiH, Crne Gore i dijela Srbije.

## Četnički planovi
Kada su Nijemci počeli napuštati Crnu Goru četnici su odlučili poći s njima jer im u kraju preplavljenom partizanima nije bilo opstanka. Malo prije polaska stigla je zapovijed od četničkog vrhovnog zapovjednika Draže Mihailovića (koji se nalazio u Srbiji) da krenu prema Bosni gdje će se spojiti s navodnih "100.000" četnika iz Srbije; međutim pokušaj mobilizacije po selima u Srbiji koje su trebale provesti stalne (profesionalne) četničke posade nije uspio. Koncentracija je određena na prostoru između rijeka Bosne, Vrbasa i Save.  
Đurišićevi četnici - pretežnim dijelom Crnogorci - su 5. prosinca 1944. krenuli sjeverno uz Drinu i u selu Kožuhe susreli se s Dražom Mihailovićem. Uz Dražu Mihalovića je bilo samo desetak tisuća ljudi, od najavljenih 100 000. Većina Mihailovićevih snaga tih zadnjih mjeseci su bili prisilno mobilizirani seljaci iz Srbije koji su bježali iz četnika prvom prilikom. 
Kakve su dalje bile četničke namjere postoji više verzija priče:
- neki ustaški emigranti su nakon rata iznosili ocjenu da su te četničke snage trebale napasti Zagreb (nakon što Nijemci odu iz njega), srušiti NDH i tako se pred zapadnim saveznicima dokazati kao "snažna antifašistička vojska s kojom moraju računati";

- partizanski izvori iznose ocjenu da je Draža Mihailović želio iskoristiti Đurišićeve snage da se vrati u Srbiju i podigne "antikomunistički ustanak"; Đurišić to nije prihvatio, otkazao je poslušnost Mihailoviću i započeo je pokret svojih snaga prema Sloveniji;

- četnički izvori tvrde da je sam Draža naredio Đurišiću da krene prema Sloveniji i spoji se s tamošnjim četničkim snagama koje bi se predale Amerikancima.

Prema pisanju "Monitora" iz Podgorice 2009. godine, Pavle Đurišić je stupio u kontakt s crnogorskim političarem Sekulom Drljevićem koji se nalazio u egzilu u Zagrebu, te je bio u dobrim odnosima s Antom Pavelićem; Drljevićevim posredovanjem, postignut je dogovor da Đurišićeve snage kao "Crnogorska narodna vojska" pređu kod Slavonskog Broda na lijevu (sjevernu) obalu Save i potom budu željeznicom prebačeni prema Sloveniji. Međutim se Đurišić iznenada predomislio, te krenuo desnom (bosanskom) obalom Save u pravcu planine Motajnice i Lijevča Polja, tj. u generalnom pravcu Banja Luke. Sekula Drljević je o Đurišićevom postupku odmah izvijestio Antu Pavelića, uz ocjenu da je Đurišiću sporazum poslužio samo da se riješi brige o dijelu teških ranjenika i bolesnika, koje je predao na skrb vlastima NDH; Drljević je predložio da vojne snage NDH silom zaustave Đurišićeve snage. U svakom slučaju, protumačiti namjere Pavla Đurišića, ocijeniti postupa li on još uvijek u dogovoru s Dražom Mihalovićem, bilo je vrhu NDH u tom času zapravo nemoguće, te je ono dalo zapovijed svojim snagama da Đurišićevim snagama zatvore put na Lijevča Polju.

## Bitka

### Početak bitke
Snage NDH koje su su nalazile u blizini činilo je 27.940 ljudi.[nedostaje izvor] 30. ožujka 1945. četničke snage su prešle rijeku Vrbas i zauzele selo Razboj. Odatle je četnički Sandžački korpus krenuo prema rijeci Savi i selu Dolinama na putu prema Bosanskoj Gradišci. U isto vrijeme tri satnije 5. bojne 10. ustaškog Stajaćeg djelatnog zdruga su po zapovjedi generala Metikoša krenule iz Banje Luke prema Bosanskoj Gradišci te zauzele položaj kod sela Gornje Doline. Tamo su se sukobili s četnicima ali su zbog nesrazmjera u broju morali početi uzmicati. Istovremeno je i domaće hrvatsko stanovništvo počelo bježati prema Bosanskoj Gradišci u strahu od četnika. Tih dana su četnici poharali sela Junuzovce i Gornje Doline, gdje su pobili - prema nekim navodima - oko 500 civila.
2. travnja general Metikoš je s oklopnim snagama 6. hrvatske divizije napao četnike nedaleko Dolina i u poludnevnoj borbi ih odbacio. Tom prilikom ustaše su zarobili četničkog oficira kapetana Mijukovića. Predstavivši se kao Crnogorac po nacionalnosti, pristaša ideje nezavisne Crne Gore i sljedbenik Sekule Drljevića, Mijuković je dao ustaškim časnicima informacije o namjerama četničkog zapovjedništva.

### Lomi se pripremani napad na Bosansku Gradišku
Slijedom dobivenih podataka general Metikoš i zapovjednik 17. hrvatske divizije general Marko Pavlović donose odluku o što skorijem odlučnom udaru na četnike. General Pavlović je isti dan prebacio u Bosansku Gradišku Oklopni sklop iz Novske i Topnički sklop iz Nove Gradiške te poslao još dvije pješačke bojne. 5. bojnu 10. stajaćeg djelatnog zdruga su Metikoš i Pavlović postavili u mjesto Vrbačko kao osiguranje od mogućeg partizanskog napada. Istog dana u 12:00 sati ustaško topništvo je s tri mjesta započelo topničku vatru na četnički Sandžački korpus. Istodobno je ustaški oklopni sklop od 24 oklopna vozila punom brzinom ušao u Doline i vatrom iz strojnica počeo pucati po četnicima koji su počeli bezglavo bježali. Nakon sat vremena borba je bila gotova. Ustaše su zarobili 400 četnika, među njima i nekoliko oficira, dok je na bojnom polju navodno ostalo ležati 2.000 mrtvih i ranjenih četnika. 

### Raskol u četničkom zapovjedništvu
Zbog neočekivanog poraza njihove prethodnice, u glavnini četničke vojske došlo je do razmirica pa i do oružanog obračunavanja među oficirima. Vojvoda Đurišić je tada dao strijeljati nekoliko crnogorskih četničkih časnika kako bi primirio ostale i spriječio pobunu. No to je samo pojačalo nezadovoljstvo Crnogoraca koji su najvećim dijelom bili prisilno mobilizirani. Kako je kapetan Mijuković pred ustaškim časnicima i predvidio, u noći 2./3. travnja veći broj - govori se o njih oko 5000 - Crnogoraca je dezertiralo iz četnika, prešlo ustašama i ponudilo im pomoć u borbi protiv četnika.
To je natjeralo Đurišića da promjeni plan - navodno je namjeravao zauzeti Bosansku Gradišku, a potom možda i Banja Luku - te je 3. travnja naredio da sve preostale četničke snage trebaju prijeći na lijevu obalu rijeke Vrbas, zauzeti Lijevča polje i sela Topole, Dubrave i Maglajani, ondje se opskrbiti namirnicama i konjima te odatle krenuti preko Kozare prema Kordunu gdje bi se spojili s četnicima vojvode Đujića koji su im trebali krenuti u susret iz Slovenije.
Dana 4. travnja Đurišić se odlučio na proboj kroz ustaške redove. U međuvremenu ustaše su na brzinu gradili i pojačavali bunkere na cesti Bosanska Gradiška-Banja Luka. Izgradnjom bunkera upravljao je inženjerijski dopukovnik Josić. U bunkerima je bila smještena domobranska 2. bojna 4. lovačkog Zdruga. Svaki bunker je bio naoružan s po dva minobacača i jednim mitraljezom a posadu je činilo tridesetak ljudi. Bunkeri koji su bili smješteni na raskrižjima cesta, Novoj Topoli, Gornjoj Topoli, Maglajanima i Laktašima bili su dodatno ojačani s po jednim protuoklopnim topom. Na 40 km dužine ceste bila su izgrađena 22 bunkera. U Laktaše su neprimjetno stigli jedan ustaški oklopni sklop te dvije pješačke bojne i smjestili su se uz cestu prema Razboju. General Pavlović je postavio jedan oklopni sklop Ustaške obrane na cestu prema Donjim Doljanima, iza njega 4. bojnu na kamionima a jednu oklopnu satniju u selo Bukovac. 3. bojnu pod zapovjedništvom ustaškog bojnika Ante Vrbana poslao je u okolicu Vilusa kako bi spriječili mogući napad partizana s Kozare.

### Glavna bitka
U jutro 5. travnja u 2:00 četnici započinju frontalni napad na bunkere i obasipaju ih ručnim bombama, vatrom iz pješačkog naoružanja te bacača. Domobrani u bunkerima su pričekali da im se četnici približe na dovoljnu blizinu a zatim su otvorili vatru iz strojnica, minobacača i topova što četnicima nanosi znatne gubitke i unosi pometnju među njih. To je potrajalo cijeli dan i nastavilo se u noć.
Četnik Mihajlo Minić je nakon rata opisao bitku ovim riječima: "Dolina Lijevča polja odjekuje grmljavinom od eksplozija granata i ručnih bombi. Ustaški tankovi brekću i seju vatru na sve strane. Noć se je pretvorila u dan."
Ipak 6. travnja u 6:00 četnički odredi Garani i Omladinski odred "Gavrilo Princip" pod vodstvom kapetana Perišića uspjeli su se probiti između bunkera i krenuli napasti 3. bojnu s leđa. General Pavlović je s dijelom svoje divizije odbio taj pokušaj i dodatnim ljudstvom zapriječio ugroženo mjesto i osigurao ga od daljnjih četničkog prodora, a zatim svoju pričuvu koja se sastojala i od dvije oklopne satnije, poslao cestom Bukovac-Turjak u pomoć 3. bojni. S ostatkom snaga Pavlović se dao u lov na četničku grupu koja je činila oko 1000 ljudi. Uskoro su ih njegove oklopne snage sustigle i napale, pritisak na 3. bojnu je otklonjen a od 1000 četnika ubijeno je 500 dok su preostali pobjegli prema Kozari. 3. bojna, ojačana dvjema oklopnim satnijama krenula je u lov na preostalih 500 četnika. Dva dana kasnije jedna bojna 4. hrvatske divizije pod zapovjedništvom generala Zdenka Begića naišla je na tu četničku grupu i u podnožju Kozare uništila ju u potpunosti.
Tijekom noći sa 6. na 7. travnja zahvaljujući radu ustaških diverzanata panika u četničkim redovima dostiže vrhunac i četnici počinju bježati s lijeve na desnu obalu rijeke Vrbas s namjerom da se rasprše po obližnjim šumama. No u jutro 7. travnja ustaško topništvo počinje gađati čamce kojima su prelazili i time im odsjeca odstupnicu.
Kako su se u blizini Bosanskog Petrovca i Sanskog Mosta počele okupljati partizanske snage a ne želeći voditi istodobno borbu na dvije strane, zapovjednik 4. Sbora general Josip Metzger donosi odluku o konačnom napadu na preostale četničke snage koje su, ocjenjuje se, imale još oko 10 000 ljudi. 
Točno u 11:00 sati snage 6. i 17. hrvatske divizije započinju opći napad na četnike koji su se ukopali oko Razboja. Preko Dolina i Glamočana prema razboju kreće 1. oklopni sklop Ustaške obrane predvođen s 4 tenka PzKpfW IV Ausf.H, a za njim su napredovali motorizirana strojnička satnija i kamioni s pješaštvom. Jedan oklopni sklop 1. Zdruga ustaške obrane kreće cestom Brezovljani-Glamočani. S juga Oklopni sklop 6. divizije tjera četnike iz mjesta Kukolj prema Razboju. Iza njega dolaze motorizirana strojnička satnija i dvije pješačke bojne koje započinju s četnicima frontalnu borbu. Domobrani izlaze iz bunkera i otvaraju snažnu i preciznu strojničku vatru.
Pod naletom ustaških tenkova i oklopnih kola lomi se četničko desno krilo i ustaše dospijevaju u njegovu pozadinu te ga strojnicama tuku s leđa. Četnički Drinski korpus se osipa, a četnici uzalud pokušavaju zatvoriti mjesta ustaškog prodora. Pod neprekidnom ustaškom vatrom nastaje panika i rasulo među četnicima. Četnici napuštaju svoje položaje i pokušavaju se spasiti bijegom, ali uzalud jer su bili opkoljeni sa svih strana. Ustaško pješaštvo uništava i posljednji otpor četnika koji se predaju. U 13:00 sati bitka je bila gotova. Crnogorci koji su prethodnih dana dezertirali iz četnika pokopali su mrtve. Ratni plijen je golem. Zarobljeno je oko 5000 četnika, među njima i vojvoda Đurišić koji je pronađen zavezan užadima pod zaprežnim kolima, ispod kojih su ga suborci tako skrili i užadima osigurali stabilnost od mogućeg pada i otkrivanja, nadajući se da će tako osiguran i skriven tijekom noći lakše pobjeći. Morao je biti pažljivo čuvan da ga Crnogorci ne bi ubili. Osim Đurišića i Baćevića u bitci su ubijeni i znameniti gatački četnički zapovjednici Milorad M. Popović i pop Radojica Perišić.

## Nakon bitke
Nakon bitke su Đurišić i glavni dio zarobljenih četnika odvedeni u ustaški logor u Staroj Gradišci, gdje se većina njih pridružila snagama NDH, stavivši se pod zapovjedništvo Sekule Drljevića, pod nazivom "Crnogorska narodna vojska". 
Drljević i njegovi suradnici su odvojili grupu od oko 150 najočitijih pobornika velikosrpske politike oko vojvode Đurišića, te su ih prepustili onoj sudbini kakvu im već namijene ustaše. Izgleda prilično sigurnim da je Pavle Đurišić s još 30 suradnika ubijen u Jasenovcu, a za ostale se može pretpostaviti da su pobijeni u Staroj Gradišci.
U svibnju su pripadnici CNV zajedno s ustašama, domobranima i hrvatskim civilima krenuli na povlačenje prema Austriji. U Sloveniji su se, prema nekim kazivanjima, odvojili od vojske NDH. Kod Bleiburga su se predali partizanima. Većina je pobijena na "Križnom putu", rijetki preživjeli su završili u komunističkim logorima diljem Jugoslavije. Sekula Drljević je sa svojom suprugom izbjegao zarobljavanje i dospio u saveznički logor u Judenburgu; tu će ih 10. studenog 1945. godine oboje zaklati četnici.   

## Milan Radanović: kritika prikazivanja sukoba na Lijevča polju kao bitke
Beogradski historičar Milan Radanović  u svojoj knjizi "Kazna i zločin: snage kolaboracije u Srbiji" iz 2015. god. (izdanje ljevičarskog "Rosa Luxemburg Stiftung Southeast Europe") osporava narativ o sukobu HOS i JVuO na Ljevča polju kao značajnoj bitci. On ipak konstatira da je bila riječ o većem sukobu, u kojemu su četničke snage razbijene i uglavnom zarobljene: "... insistiranje na tezi o Bici na Lijevče polju ima za cilj da hrani stereotip kod srpskih i hrvatskih nacionalista o nekakvom velikom ratnom sukobu između četnika i ustaša, s obzirom na to da je očigledno da su se te dve formacije od sredine 1942. do kraja rata odnosile s međusobnom tolerancijom, najčešće izbegavajući oružanu borbu, uz povremene sukobe, ali i uz povremeno borbeno sadejstvo i još češće druge oblike suradnje protiv snaga NOVJ... Domaća istoriografija prihvata brojku od '2.700 ranjenika i bolesnika (najvećim dijelom od tifusa)' iz redova crnogorskih četnika i izbeglica koji su krajem marta 1945, preko Slavonskog Broda, prebačeni u Staru Gradišku, nakon potpisivanja sporazuma u Zagrebu... prema nekim izvorima taj broj je bio, ipak, prilično manji i iznosio je oko 800... koji su po prijemu injekcija i lekarske pomoći upućeni u Slavoniju na oporavak. Ovo ljudstvo je bilo spašeno i, po kazivanju, vodila se o njima prilična nega...  Nakon prebacivanja ranjenika i bolesnika u Staru Gradišku, na području Motajice, boravilo je oko 5.000-6.000 četnika pod Đurišićevom komandom... Partizanski izvori navode da su borbe na Lijevče polju, između četnika i ustaša, uz prekide, trajale dva dana, što potvrđuju i memoarski zapisi pripadnika četničke emigracije... U bezizlaznoj situaciji, Đurišić i njegovi oficiri odlučili su da se s oko 600-700 boraca prebace natrag na desnu obalu Vrbasa, a da ostatak, odnosno većina boraca i izbeglice, prihvate poziv Drljevićevih emisara, odnosno poziv na predaju, i evakuišu se za Staru Gradišku... dnevnom izveštaju Glavnog stožera Ministarstva oružanih snaga NDH ... (14. april 1945), sumiraju se podaci iz izveštaja 7. hrvatske divizije Oružanih snaga NDH o borbama s crnogorskim četnicima na Lijevče polju. 'Poginuo je 331 četnik, velik broj ih je ranjen, a 9.538 ih se predalo, među kojima i 3.241 izbjeglica. Naši su gubitci mali, svega tri poginula i osam ranjenih, zbog upotrebe topničtva, oklopnih kola i samovoza.' U izveštaju se dalje navodi da se 'skupina od 3.000' preostalih četnika pod Đurišićevom komandom u noći 11-12. aprila prebacila na levu obalu Vrbasa...Navođenje uveličanih protivničkih gubitaka i umanjenih vlastitih gubitaka karakteristično je za izvore ustaške provenijencije tokom celog Drugog svetskog rata...Navedene izvore ustaškog porekla demantuje dnevni izveštaj nemačke Komande kopnene vojske (Vermahta) od 9. aprila 1945, u kom se navodi da se jedinicama potčinjenim toj komandi na području Bosanske Gradiške (reč je o jedinicama iz sastava Oružanih snaga NDH), predalo 5.500 četnika... Nakon nekoliko dana boravka u Staroj Gradiški, Đurišić i njegovi oficiri pokušali su samovoljno da izvedu iz tvrđave vojnike pod njihovom prethodnom komandom, u čemu su ih osujetile ustaše koje su razoružale crnogorske četnike, nakon čega je vojni sud, formiran pod ustaškim patronatom od dojučerašnjih Đurišićevih četnika, sada lojalnih crnogorskom separatističkom lideru Sekuli Drljeviću, odlučio ko je podoban za prihvat u CNV, a ko je nepouzdani element koga treba prepustiti ustaškim egzekutorima. U ovu drugu kategoriju vojni sud je svrstao, prema podacima emigrantske memoaristike, oko 130-150 crnogorskih četničkih oficira i politički angažovanih ličnosti, na čelu s Đurišićem, koji su u očima crnogorskih separatista važili za nepouzdane, odnosno za nosioce prosrpske politike."